# Peter Asmussen
Peter Asmussen, född  28 mars 1957 i Frederiksberg i Köpenhamn, död 25 juni 2016, var en dansk dramatiker, manusförfattare och skönlitterär prosaförfattare. Sedan 1996 var han gift med författarkollegan Juliane Preisler.

## Biografi
Peter Asmussen debuterade 1989 med novellsamlingen Stemmer. Som dramatiker debuterade han 1990 med radiopjäsen Råb. Hans första scenpjäs var Ungt blod som uppfördes av Det Kongelige Teater 1993. 1996 var han medförfattare till Lars von Triers film Breaking the Waves. Han har också skrivit manus till flera av Simon Stahos filmer. Hans pjäser är översatta till franska, engelska, polska, tyska, rumänska, portugisiska, norska, kinesiska, italienska och svenska. Han har mottagit flera priser för sina insatser: År 2000 tilldelades han både Kjeld Abell-prisen och Danske Dramatikeres Hæderspris; både 2010 och 2016 mottog han Årets Reumert som årets dramatiker. Hans stil har kallats experimentell med drag av absurd teater och svart humor. Han "bemästrade den vansliga konsten att skriva vardagsrepliker som öppnar ett mystiskt och mytiskt rum" ((han) "mestrede den vanskelige kunst at skrive hverdagsreplikker, der åbner et mystisk og mytisk rum", Thomas Bredsdorff i Den Store Danske Encyklopædi).

## Uppsättningar i Sverige
- 1996 Regnsonat (Regnsonate), Radioteatern, översättning Sten Lundström, regi Göran Stangertz, med bl.a. Göran Stangertz
- 1997 Ungt blod, Göteborgs stadsteater, översättning Ann-Mari Seeberg, regi Carl Kjellgren, med bl.a. Maria Hörnelius
- 1998 Stranden, Teater Galeasen/Grupp 98, Stockholm, översättning Sture Pyk, regi Barbro Larsson, med bl.a. Björn Kjellman, Marika Lagercrantz & Stina Rautelin
- 1999 Rum med sol (Værelse med sol), Stockholms stadsteater, översättning Göran Nilsson, regi Mattias Knave, med bl.a. Lina Englund & Ingela Olsson
- 2002 Ungt blod, Allikateatern, Göteborg, översättning Ann-Mari Seeberg, regi Anders Janson
- 2011 Breaking the waves av Lars von Trier, Peter Asmussen, David Pirie & Vivian Nielsen, Folkteatern, Göteborg, översättning & regi Kim Lantz, med bl.a. Göran Ragnerstam